# Balthasar Münter
Balthasar Münter (Lübeck, 1735. március 24. – Koppenhága, 1793. október 5.) német egyházi szónok és dalköltő. Friederike Brun írónő apja. Jénában teologiát tanult és ugyanott 1757-ben magántanár volt. 1769-ben Gothában, 1765-ben Koppenhágában főegyházi szónok lett. Számos beszédgyűjteményén kívül kiadta: Geistliche Lieder (Lipcse, 1773). 1772-ben Münter készítette elő a halálra Struensee grófot, s kiadta annak Bekehrungsgeschichte (2. kiad. Koppenhága, 1773) c. művét.